# Балластний Кар'єр
Балла́стний Кар'є́р (рос. Балластный Карьер) — селище у складі Славгородського округу Алтайського краю, Росія.

## Населення
Населення — 142 особи (2010).